# Diecezja Monterey w Kalifornii
Diecezja Monterey w Kalifornii (łac. Dioecesis Montereyensis in California, ang. Diocese of Monterey in California) jest diecezją Kościoła rzymskokatolickiego w metropolii Los Angeles w Stanach Zjednoczonych. Swym zasięgiem obejmuje środkowo-zachodnią część stanu Kalifornia. Jest najstarszą kalifornijską diecezją.

## Historia
Pierwsza katolicka misja w Kalifornii została założona w 1770 przez o. Junipero Serrę OFM. 27 kwietnia 1840 Stolica Apostolska postanowiła utworzyć na tych terenach diecezję Obu Kalifornii (inna nazwa - Dwóch Kalifornii). Wyodrębniono ją z meksykańskiej diecezji Sonora. Pierwszym ordynariuszem mianowano hiszpańskiego misjonarza Francisco Garcia Diego y Moreno OFM. Mimo iż Monterey wybrano na stolicę diecezji, biskup rezydował w misji Santa Barbara. W wyniku wojny z lat 1846-1848 Kalifornia została podzielona na część amerykańską i meksykańską. Dlatego też decyzją papieża Piusa IX utworzona została nowa diecezja uwzględniająca świecki podział administracyjny. 20 listopada 1849 powołana została do życia diecezja Monterey. Ordynariuszem został dominikanin Joseph Sadoc Alemany y Conill. Faktycznie Dolna Kalifornia pozostała pod jego jurysdykcją do grudnia 1851. Od 1853 diecezja podlegała nowej metropolii z siedzibą w San Francisco (wcześniej należała do metropolii Meksyk). Biskupi Monterey rezydowali w Santa Barbara do 1859. Wtedy to siedziba została przeniesiona do Los Angeles, a diecezja nosiła odtąd nazwę Monterey-Los Angeles. Kolejna zmiana nazwy nastąpiła 1 czerwca 1922 (diecezja Monterey-Fresno), a obecna nazwa obowiązuje od 6 października 1967. Od 1936 diecezja należy administracyjnie do metropolii Los Angeles. Katedra św. Karola Boromeusza jest obok archikatedry w Nowym Orleanie najstarszą katedrą amerykańską (zbudowana została w 1794).

## Ordynariusze
- Francisco Garcia Diego y Moreno OFM (1840–1846)
- José Maria González Rubio OFM (1846–1849)
- Joseph Sadoc Alemany y Conill OP (1850–1853)
- Thaddeus Amat y Brusi CM (1853–1878)
- Francisco Mora y Borrell (1878–1896)
- George Thomas Montgomery (1896–1902)
- Thomas James Conaty (1903–1915)
- John Joseph Cantwell (1917–1922)
- John Bernard MacGinley (1924–1932)
- Philip George Scher (1933–1953)
- Aloysius Joseph Willinger CSsR (1953–1967)
- Harry Anselm Clinch (1967–1982)
- Thaddeus Shubsda (1982–1991)
- Sylvester Ryan (1992–2006)
- Richard Garcia (2007–2018)
- Daniel Elias Garcia (2018–2025)